# MDK 2
 (octobre 2019).
Si vous disposez d'ouvrages ou d'articles de référence ou si vous connaissez des sites web de qualité traitant du thème abordé ici, merci de compléter l'article en donnant les références utiles à sa vérifiabilité et en les liant à la section « Notes et références ».
MDK 2 est un jeu vidéo de tir à la troisième personne développé par BioWare et édité par Interplay en 2000 sur Dreamcast et Windows. Il a été adapté en 2001 sur PlayStation 2 sous le titre MDK 2: Armageddon (cette version apporte la possibilité de choisir la difficulté). Il s'agit de la suite de MDK (1997), développé par Shiny Entertainment.

## Système de jeu
Cet épisode reprend les caractéristiques globales du premier MDK : Kurt Hectic combat une armée d'extraterrestres au sein d'immenses moissonneuses pour sauver la Terre. Cette fois, Kurt n'est pas seul et des nouveautés apparaissent.
Le but est de guider, à travers dix niveaux de jeu, les personnages de Kurt Hectic, Max et le professeur Fluke Hawkins, chacun possédant ses caractéristiques propres. Ainsi, Kurt peut utiliser son sniper pour tuer les ennemis à une distance très éloignée ; Max, le chien cyborg à six pattes, use de la force brute : il peut utiliser quatre armes simultanément, et également, dans certains passages, user d'un jetpack pour lui permettre d'atteindre de nouvelles hauteurs ; le professeur Hawkins est, physiquement, le plus vulnérable des trois personnages, mais il peut ramasser des objets et les combiner pour obtenir différents gadgets et armements. Ces personnages se contrôlent à tour de rôle : le premier niveau est avec Kurt, le second avec Max, le troisième avec Hawkins… jusqu'au niveau final où le joueur choisit avec qui il terminera la partie, sachant que l'épilogue sera différent à chaque fois.

## Niveaux de jeu
- Niveau 01
  - Personnage contrôlé : Kurt Hectic

Le jeu débute juste après la fin du premier MDK. Rappelons le contexte : Kurt Hectic est un homme ordinaire, agent d'entretien, sans aucune ambition d'être un héros. Il travaille chez le professeur Fluke Hawkins ; lorsque celui-ci a décidé de quitter la Terre dans son vaisseau, le Jim Dandy, afin de fuir les moqueries des Hommes, Kurt l'a suivi volontiers. Hawkins a créé un chien cybernétique à six pattes nommé Max, fidèle assistant et chien de garde redoutable. Un jour, une armée d'extraterrestres a attaqué la Terre à l'aide de gigantesques moissonneuses. Les humains étant impuissants c'est sur Kurt que reposait l'espoir de la Terre. Kurt fut équipé d'une « bobinaison » spéciale et partit à l'assaut des extraterrestres. Il repoussa l'invasion et affronta leur chef, Gunter Glut, qu'il terrassa avec l'aide de Max. Après la mort de Gunter, les extraterrestres battirent en retraite, et Kurt et Max retournèrent auprès du professeur.
Kurt, Max et le professeur Hawkins fêtent leur victoire à bord du Jim Dandy. Soudain, l'ordinateur de bord repère une moissonneuse extraterrestre détruisant la ville d'Edmonton. Aussitôt, Kurt repart en mission pour sauver la Terre, une fois de plus.
Kurt s'infiltre à bord de la moissonneuse et se remet à niveau sur sa technique de combat : mitrailleuse, sauts en parachute, sniper, etc. C'est grâce à cela qu'il élimine les extraterrestres et remonte jusqu'au pilote de la moissonneuse, Hanz. Malgré l'armement démesuré du pilote, Kurt remporte une nouvelle victoire. Il contacte le professeur, mais des interférences transforment leur conversation en dialogue de sourds. Sans être sur ses gardes, Kurt se fait assommer par un extraterrestre gigantesque.
- Niveau 02
  - Personnage contrôlé : Max

Dans le Jim Dandy, le professeur Hawkins et Max s'inquiètent de la perte de contact avec Kurt. Ils repèrent vite le coupable : un vaisseau extraterrestre, en orbite terrestre, qui brouille le signal. Aussitôt, Max est envoyé sur ce vaisseau inconnu pour en détruire le générateur principal.
Max ne possède pas le doigté de Kurt ; il fait davantage confiance à un arsenal lourd et dévastateur : magnums, uzis, fusils à pompe, gatlings, etc. Il s'équipe aussi d'un jet-pack qui lui permet de voler dans les airs, avec l'inconvénient que cet accessoire un peu gourmand en carburant a besoin d'être régulièrement rechargé. Bref, après avoir « cassé la baraque », Max arrive au générateur qui revêt la forme d'une immense boule de feu et de métal, dont Max aura vite raison.
Une fois sa mission accomplie, Max recontacte le professeur, mais il est capturé par le même extraterrestre responsable de l'enlèvement de Kurt.
- Niveau 03
  - Personnage contrôlé : le professeur Fluke Hawkins

À bord du Jim Dandy, le professeur s'énerve : des interférences ont interrompu sa conversation avec Max. Soudain, il reçoit un appel de l'extraterrestre ravisseur, se présentant sous le nom de Shwing Shwang. Il menace le professeur ; celui-ci rétorque alors que son vaisseau est impénétrable. Shwing éclate d'un grand rire, et coupe la communication. À ce moment, une alarme informe le professeur que des intrus ont pénétré dans le vaisseau.
Le professeur Hawkins, réputé pour son génie, va combattre les extraterrestres à coup de gadgets de son invention composés avec tout ce qu'il va trouver : un vaporisateur bricolé avec un lot de tuyaux et un sèche-mains, mais aussi des cocktails molotov, une échelle, un briquet… son arme principale est un toaster dont la munition est du pain en illimité. Mais l'arme étant ordinaire, le professeur devra attendre le coup de pouce de la plante carnivore Kermit, qu'il nourrira d'extraterrestres récalcitrants et qui le remerciera en rendant le toaster atomique.
Hawkins est aussi le seul à ne recourir qu'à un seul objet pour récupérer de la santé (au lieu de deux) et, cerise sur le gâteau, il peut le transporter sur lui et l'utiliser en temps voulu.
Il doit fouiller le vaisseau à travers cales et soutes, tuyauteries et ascenseurs, et même se servir d'un poisson dans les canalisations pour ouvrir un hangar, et traverser la coque par l'extérieur (dans l'espace), le tout sous les attaques des extraterrestres ou du vaisseau inconnu.
Dans la salle du générateur, le professeur devra faire face à un extraterrestre au cerveau surdimensionné, responsable de l'invasion de sa station, qu'il enverra au tapis. En ayant repris le contrôle, il manipule quelques commandes et téléporte Kurt à côté de lui. Kurt, privé de sa bobinaison, en reçoit une de rechange et est envoyé sur le vaisseau inconnu pour secourir Max. Juste après la téléportation, le professeur jubile, mais l'extraterrestre que le professeur croyait avoir vaincu se relève…
- Niveau 04
  - Personnage contrôlé : Kurt Hectic

Kurt est téléporté par le professeur sur le vaisseau extraterrestre ; il enfile sa nouvelle bobinaison et part à la recherche de Max.
Kurt explore les entrailles du vaisseau là où Max n'était pas allé lorsque les rôles étaient inversés, et tient en respect l'équipage restant. En fin de compte, Kurt retrouve Max et le libère, mais Schwing ne compte pas les laisser partir aussi facilement. Il tente d'écraser les deux flingueurs, mais tombe pour la première fois. Croyant en avoir terminé, Kurt essaie de contacter le professeur Hawkins mais ce sont des extraterrestres qui répondent, signe que le savant s'est fait avoir. Pour ne rien arranger, Shwing se relève et s'enfuit en sautant dans un portail de téléportation, après avoir enclenché le processus d'autodestruction du vaisseau. Kurt plonge à son tour dans le portail, tandis que Max s'empare d'un astronef pour retourner à bord du Jim Dandy.
- Niveau 05
  - Personnage contrôlé : Max

Tandis que le vaisseau explose dans l'espace, Max investit le Jim Dandy, manifestement sous le contrôle des extraterrestres. Il doit trouver le professeur Hawkins afin de reprendre le contrôle de la station.
Max élimine efficacement les extraterrestres au sein du  Jim Dandy et poursuit ses investigations de salle en salle, en empruntant les conduits d'aération. Il doit détruire une nurserie installée dans une grande galerie, et traverser l'immense réservoir de carburant du vaisseau à l'aide du jet-pack et d'un rechargeur mobile associé.
Max débouche dans la propulsion et retrouve le professeur, prisonnier de l'extraterrestre hypercéphale. Celui-ci a construit un chien cyborg extrêmement dangereux auquel il abandonne Max : Badmax. Le duel s'annonce costaud avec deux cyberchiens fous de canardage, mais Max a encore une fois le dernier mot sur son double maléfique. Après sa victoire s'ouvre un portail de téléportation, dans lequel Max saute non sans avoir bien entendu libéré le professeur de sa prison.
- Niveau 06
  - Personnage contrôlé : le professeur Fluke Hawkins

Le professeur Hawkins rassemble ses gadgets, décidé à en finir une bonne fois pour toutes avec l'extraterrestre à l'énorme cerveau. Ce dernier, conscient de sa défaite, s'enfuit dans les couloirs du Jim Dandy, semant des bombes à retardement sur son passage.
Le désamorçage s'annonce très délicat, car Hawkins doit appuyer sur les boutons de la bombe dans le bon ordre et dans les temps, au risque de faire sauter le vaisseau. Après avoir désamorcé la moitié des bombes, Hawkins vient une nouvelle fois à la rescousse de la plante Kermit en détresse, en utilisant du plutonium qui le transforme en montre colossal surpuissant (une sorte de Hyde Hawkins). Puis le savant poursuit ses investigations, désamorçant les dernières bombes et rattrapant l'extraterrestre hypercéphale dans le hangar.
Hawkins combat son homologue à coup de baffes dopées au plutonium. Une fois son adversaire définitivement vaincu, il recueille son cerveau et s'en sert pour trouver les coordonnées de la planète d'origine des envahisseurs, et expédie au passage le cadavre de la « grosse tête ». Ceci fait, il entre ces coordonnées dans l'ordinateur de bord et lance le Jim Dandy en hypervitesse, cap sur la planète.
- Niveau 07
  - Personnage contrôlé : Kurt Hectic

Shwing arrive dans la ville extraterrestre de Swizzle Firma, suivi de peu par Kurt. Entrant dans un vaisseau, il poursuit Kurt dans les rues de l'immense cité. Kurt est contraint de jouer à cache-cache à travers les bâtiments de Swizzle Firma pour en atteindre la cime et faire face au vaisseau de Shwing à l'aise.
Kurt parvient à détruire le vaisseau, laissant apparaître un Shwing en bien piteux état. Celui-ci lui apprend qu'il reçoit ses ordres de l'empereur Ziggy Balooba. Kurt part donc en direction du palais de l'empereur pour en découdre avec lui, avec un bien maigre enthousiasme. De son côté, Shwing reste optimiste pour son camp…
- Niveau 08
  - Personnage contrôlé : Max

Max se rematérialise dans une petite boutique, dans les bas-fonds de Swizzle Firma. Dissimulé derrière une étagère, il surprend la conversation de deux extraterrestres. Il apprend ainsi qu'une nouvelle arme a été créée, l'Ultimo-Armageddotron, une fusée capable de plonger dans l'hyper-espace et de détruire la Terre. Il apprend également qu'un exemplaire de cette arme est prêt à être tiré. Sa nouvelle mission consiste donc à trouver ce missile et à l'empêcher de décoller…
Max traverse Swizzle Firma dans un tonnerre de flingues et un déluge de feu digne de son pedigree, et va tester un tout nouveau jet-pack atomique, qui se recharge atomatiquement et lui permet de franchir de plus longues distances en altitude.
Max trouve l'Ultimo-Armageddotron, autour duquel veille un Schwing bandé et plâtré de partout à la suite de son affrontement avec Kurt. Celui-ci voulant l'empêcher de désactiver le missile, ils s'affrontent, mais Max gagne et tue définitivement l'extraterrestre. Tentant frénétiquement de stopper le compte à rebours, il échoue… mais, heureusement mal programmé, le missile s'écrase devant le palais de l'empereur Ziggy Balooba, sans exploser. Max rejoint ainsi Kurt devant la porte d'entrée.
- Niveau 09
  - Personnage contrôlé : le professeur Fluke Hawkins

Le Jim Dandy arrive en orbite de la planète extraterrestre. Aussitôt arrivé, le professeur reçoit un appel de Kurt l'informant qu'il se trouve devant l'entrée du palais de l'empereur Ziggy Balooba, en compagnie de Max. Le professeur trouve ainsi les coordonnées du palais, et annonce fièrement à Kurt qu'il peut détruire le palais simplement en appuyant sur un bouton… Kurt réplique avec un certain bon sens qu'il serait préférable de le faire revenir, avec Max, sur le Jim Dandy avant d'agir. Le professer acquiesce, lance la téléportation, mais à la suite d'une fausse manœuvre, il se téléporte lui-même dans Swizzle Firma. « Houlà ! »
Tant qu'à faire que sa présence soit nettement plus discrète que celle de ses deux compagnons, il réfléchit au moyen de les rejoindre. Il doit à présent trouver dans la cité les gadgets lui permettant de créer un vaisseau qui pourra l'emmener au palais, entre autres un « Déstabilisateur dimensionnel », un « Localisateur de Monarchie » et un « Schmurtz positronique »… et une cabine téléphonique.
Hawkins doit franchir multitudes de pièces et mécanismes : des ponts troués à intervalles, des séries d'interrupteurs à remettre dans l'ordre, un labyrinthe gigantesque, un moulin à extraterrestres, et autres machineries infernales. Après avoir récupéré les trois objets qu'il lui manque, le professeur revient vers la cabine mais doit d'abord en déloger les extraterrestres qui s'y sont réfugiés.
Ayant créé son vaisseau, le professeur rejoint Kurt et Max devant l'entrée du palais.
- Niveau 10
  - Personnage contrôlé : Kurt, Max ou le professeur Fluke Hawkins

Voulant entrer dans le palais, les trois personnages sont incapables de se mettre d'accord sur la stratégie à suivre : Kurt opte pour la discrétion et la furtivité qu'il maîtrise, Max préfère user de sa force herculéenne et de sa puissance de feu, et Hawkins suggère un recours habituel à ses gadgets de derrière les fagots… C'est donc au joueur de choisir avec qui il terminera l'aventure, sachant que chacun empruntera un itinéraire différent. Le côté rassurant est qu'ils se rejoignent tous les trois au seuil de la grande salle pour le combat final.
Les trois personnages se retrouvent en face de Ziggy Ballooba, qui, apprend-on, a envahi la Terre juste pour son amusement. Cela provoque la fureur de Kurt, Max et le professeur Hawkins qui ouvrent les hostilités. Voulant se mesurer aux trois compères, Ziggy finit par mourir. Le jeu se termine sur un épilogue montrant ce qu'il est advenu du personnage avec qui le joueur a fini la partie.